# بينابيلي
بينابيلي (بالإيطالية: Pennabilli)‏ هي بلدية في مقاطعة ريميني في إقليم إميليا رومانيا في إيطاليا. 

## السكان
في سنة 1861 بلغ عدد السكان 3٬111 نسمة، وتطور العدد ليصل في سنة 2011 لـ 3٬017 نسمة.
يظهر هذا المخطط البياني تطور النمو السكاني لـ بينابيلي